# Дума Чукотского автономного округа
Ду́ма Чуко́тского автоно́много о́круга — постоянно действующий высший законодательный (представительный) орган Чукотского автономного округа. Срок полномочий депутатов одного созыва — 5 лет. На основании части 1 ст. 104 Конституции Российской Федерации, обладает правом законодательной инициативы.

## История
15 декабря 1990 года Закон РСФСР «Об изменениях и дополнениях Конституции (основного Закона) РСФСР» в статье 83 установил, что «Автономный округ находится в составе РСФСР и может входить в край или область», что определяло закрепление права автономного округа на выход из состава края (области) и на непосредственное вхождение в состав Российской Федерации, это отражено в постановлении Конституционного Суда Российской Федерации по делу о проверке конституционности Закона Российской Федерации от 17 июня 1992 года «О непосредственном вхождении Чукотского автономного округа в состав Российской Федерации».
После подписания Федеративного договора в 1992 году и принятием 12 декабря 1993 года Конституции Российской Федерации автономные округа провозглашены полноправными субъектами федеративных отношений и получили нормативную базу для организации взаимодействия с центром на основе разграничения предметов ведения и полномочий.
Постановление «О выборах в представительный орган государственной власти Чукотского автономного округа в 1994 году» от 11 января 1994 года определяло название нового представительного органа — Дума Чукотского автономного округа — и предусматривало сначала 2 палаты: Верхняя — палата территории (9 депутатов), и Нижняя — палата представителей (6 депутатов). Выборы назначены на 10 апреля 1994 года, срок полномочий депутатов предусмотрен на два года. Было разработано Положение «О выборах в представительный орган государственной власти Чукотского автономного округа», а также Положение «Об организации и деятельности представительного органа округа — Думы Чукотского автономного округа».

## Общие положения
1-й созыв. После выборов 10 апреля 1994 года избрано 13 депутатов — 7 по одномандатным избирательным округам и 6 по трёхмандатному избирательному округу на период полномочий с 1994 по 1996 годы, председателем избран С. А. Поводырь. Срок полномочий составлял 2 года, но из-за совмещения выборов депутатов с выборами Губернатора округа, срок полномочий Думы первого созыва увеличен до 19 января 1997 года.
2-й созыв. На выборах 22 декабря 1996 года избрано 13 депутатов на 13 депутатских мест, I сессия состоялась 19 января 1997 года, председателем большинством голосов (8 из 12) избран Назаренко В. Н., Первым заместителем — В. В. Рудченко.
3-й созыв. Дума Чукотского автономного округа III созыва избрана в 2001 году со сроком полномочий до декабря 2005 года, Председатель — Назаренко В. Н.
4-й созыв. Выборы депутатов Думы Чукотского автономного округа IV созыва назначены на 25 декабря 2005 года. Председатель — В. Н. Назаренко до 2008 года, с 2008 по 2011 годы — Р. А. Абрамович.
5-й созыв Думы избран 13 марта 2011 года, полномочия заканчиваются в марте 2016 года, дата выборов следующего созыва определена на 
18 сентября 2016, 16 марта 2014 года проведены дополнительные выборы в связи с досрочным прекращением полномочий депутатов. Председатель V созыва Р. А. Абрамович, с июля 2013 года — А. Д. Даллакян, с июня 2015 года — В. В. Рудченко.
Дума Чукотского автономного округа однопалатная, как все законодательные органы автономных округов, и состоит из 15 депутатов (ранее 12), количество которых устанавливается Уставом автономного округа (ст. 28). Депутаты избираются населением тайным голосованием по смешанной избирательной системе, включающей мажоритарную относительного большинства и пропорциональную; избран может быть любой гражданин РФ с избирательными правами, достигший ко дню выборов 21 года, проживающий на территории автономного округа и имеющий избирательные права в этом округе (ст. 29 Устава). 6 депутатов избираются по одномандатным округам, 9 — по единому избирательному округу. Структура Думы устанавливается уставом автономного округа (ст. 11).
6-й созыв. Избран VI состав в Единый день голосования 18 сентября 2016 года в количестве 15 депутатов, председатель А. И. Маслов.

## Председатель
- Сергей Поводырь (1994—1997)
- Василий Назаренко (1997—2008)
- Роман Абрамович (2008—2013)
- Арамаис Даллакян (2013—2015)
- Валентина Рудченко (2015—2016)
- Александр Маслов (2016—2021)
- Валентина Рудченко (2021—2024)
- Леонид Николаев (с 2024)

## Депутаты
| VI созыв (2016-2021 г.)        | VI созыв (2016-2021 г.) | VI созыв (2016-2021 г.)                                       | VI созыв (2016-2021 г.) | VI созыв (2016-2021 г.) |
| Фамилия Имя Отчество           | Дата рождения           | Способ избрания                                               | До избрания | Должность в Областной думе |
| ------------------------------ | ----------------------- | ------------------------------------------------------------- | --- | --- |
| Единая Россия                  |                         |                                                               | | |
| Маслов Александр Иванович      | 11.04.1966              | Избран по Западному трехмандатному избирательному округу № 2  | Депутат Думы Чукотского автономного округа пятого созыва                                                                                             | Председатель думы Чукотского АО                                                                                                   |
| Лагунова Марина Юрьевна        | 17.01.1972              |                                                               | Руководитель Аппарата Думы Чукотского автономного округа                                                                                             | Первый заместитель председателя думы                                                                                              |
| Андреев Михаил Васильевич      | 07.04.1952              |                                                               | заместитель Председателя Счётной палаты Чукотского автономного округа                                                                                | Заместитель председателя думы |
| Кеулькут Валентина Григорьевна | 23.11.1958              | Избрана по Западному трехмандатному избирательному округу № 2 | Депутат Думы Чукотского автономного округа пятого созыва                                                                                             | Председатель комитета думы по делам коренныхмалочисленных народовЧукотки и социальнойПолитике, Руководитель фракции Единая Россия |
| Климов Пётр Александрович      | 21.08.1957              | Избран по Восточному трехмандатному избирательному округу № 1 | Депутат Совета депутатов городского округа Анадырь                                                                                                   | Председатель комитета по промышленной и сельскохозяйственной политике, заместитель руководителя фракции Единая Россия             |
| Тынеру Анатолий Яковлевич      | 30.09.1947              | Избран по Восточному трехмандатному избирательному округу № 1 | Директор МУП "Сельскохозяйственное предприятие «Амгуэма»                                                                                             | Член комитета по промышленной исельскохозяйственной политике                                                                      |
| Вильдяйкин Владимир Сергеевич  | 24.02.1953              |                                                               | Глава Анадырского муниципального района | Заместитель председателя думы по промышленной и сельскохозяйственной политике                                                     |
| Иванов Игорь Павлович          | 12.08.1956              | Избран по Восточному трехмандатному избирательному округу № 1 | Депутат Думы Чукотского автономного округа пятого созыва                                                                                             | Заместитель председателя комитета по бюджету                                                                                      |
| Махаева Любовь Васильевна      | 24.08.1958              |                                                               | Директор ГАПОУ Чукотского автономного округа «Чукотский многопрофильный колледж»                                                                     | Член комитета по бюджету |
| Крылов Юрий Николаевич         | 11.12.1966              | Избран по Западному трехмандатному избирательному округу № 2  | Индивидуальный предприниматель | Член комитета по законодательству и региональной политике                                                                         |
| КПРФ                           |                         |                                                               | | |
| Гальцов Владимир Анатольевич   | 14.02.1970              | Избран по общерегиональной части партийного списка            | Помощник депутата Государственной Думы Федерального Собрания Российской Федерации Рулькова Евгения Адамовича по работе в Чукотском автономном округе | Заместитель председателя комитета по законодательству и региональной политике                                                     |
| Гецман Юлия Викторовна         | 22.04.1971              | Избрана по общерегиональной части партийного списка           | Врач профпатолог кабинета профпатологии поликлиники Государственного бюджетного учреждения здравоохранения «Чукотская окружная больница»             | Заместитель председателя комиссии по Регламенту и депутатской деятельности                                                        |
| ЛДПР                           |                         |                                                               | | |
| Бутакова Юлия Сергеевна        | 08.07.1977              | Избрана по общерегиональной части партийного списка           | Заместитель директора по учебно-воспитательной работе МБОУ «Средняя общеобразовательная школа № 1 г. Анадыря»                                        | Председатель комиссии по регламенту и депутатской деятельности                                                                    |
| Британова Оксана Александровна | 04.11.1976              | Избрана по общерегиональной части партийного списка           | Директор МБОУ «Средняя общеобразовательная школа № 1 г. Анадыря»                                                                                     | Член комитета по делам коренных малочисленных народов Чукотки и социальной Политике                                               |
| Справедливая Россия            |                         |                                                               | | |
| Половодова Елена Анатольевна   | 06.05.1966              | Избрана по общерегиональной части партийного списка           | Депутат Думы Чукотского автономного округа, Председатель Комитета Думы Чукотского автономного округа по социальной политике                          | Заместитель председателя комитета по делам коренных малочисленных народов Чукотки и социальной Политике                           |

## Представитель от законодательного органа региона в Совете Федерации
Жукова Анастасия Геннадьевна — Член Комитета Совета Федерации по социальной политике (полномочия признаны 1 октября 2021 года — истекают в сентябре 2026 года)